# Cap de la Vache-Qui-Pisse
Cap de la Vache-Qui-Pisse är en udde i Kanada.   Den ligger i provinsen Québec, i den östra delen av landet, 900 km nordost om huvudstaden Ottawa.
Terrängen inåt land är platt. Havet är nära Cap de la Vache-Qui-Pisse åt sydväst. Trakten är glest befolkad. 